# Ботнарюк Вадим Маркович
Вадим Маркович Ботнарюк (10 квітня 1953 , Бєльці  — 19 січня 2008 , Москва ) — український та російський медіаменеджер, музичний продюсер, співзасновник інтернет-порталу TopHit. Генеральний директор Російської фонографічної асоціації (2004—2008).

## Життєпис
Вадим Ботнарюк народився 10 квітня 1953 року у місті Бельці, (Молдавська РСР). Жив та навчався у Миколаєві (Українська РСР/Україна).
У 1976 році закінчив Національний університет кораблебудування імені адмірала Макарова. З 1975 року грав у студентській рок-групі «Гаудеамус» з Миколаєва. На початку 80-х років — у групі «Орбіта». З 1997 по 2008 рік жив та працював у Москві.
19 січня 2008 року Вадим Ботнарюк помер у Боткінській лікарні Москви. Причиною його смерті стала відкрита черепно-мозкова травма, яка була заподіяна невідомими злочинцями увечері, 15 січня 2008 року, у дворі будинку в Москві, де мешкав Вадим Ботнарюк.

## Професійна діяльність
У 1992 році став одним із засновників та директором «Radio Set» — першої недержавної FM-радіостанцією Миколаєва та однією з перших приватних станцій України.
У 90-ті роки Вадим Ботнарюк, Кім Брейтбург, Євген Фрідлянд організували та провели масштабний проект «Діалог» з пошуку та просування молодих виконавців через регіональні радіостанції. Кожна із 50 радіостанцій-учасників «Діалогу» представляла на суд багатомільйонної аудиторії дві пісні «свого» локального артиста. Після півроку ротації слухачі кожної станції голосуванням визначали найкращі пісні та артистів. Найвідоміші «випускники» «Діалогу» — Микола Трубач, Костянтин та Валерій Меладзе.
З 1997 по 2003 рік очолював рекорд-лейбл «АРС-Рекордз», який входив до холдингу АРС композитора та продюсера Ігоря Крутого. Під керівництвом Вадима Ботнарюка компанія «АРС-Рекордз» випустила сотні альбомів найпопулярніших російських виконавців. Серед них Андрій Губін, Руки Вверх!, Микола Трубач, Юрій Шатунов, Діма Білан, Валерій Меладзе, Борис Моїсеєв, Дискотека Аварія, ВІА Гра, Валерія, Прем'єр-Міністр, Данко, А'Студіо, Лайма Вайкуле, Ігор Крутой, Філіпп Кіркоров, Ігор Ніколаєв, «Блестящие» та багато інших.
У 2003 році очолив продюсерську компанію «Новое время».
У 2002—2003 роках був продюсером співачки МакSим.
З 2002 по 2008 рік брав активну участь у створенні та розвитку музичної платформи TopHit.
З 2004 року — очолив Російську фонографічну асоціацію (РФА), організацію правовласників з колективного управління суміжними правами.